# Sikkim Democratic Front

Flagge der Sikkim Democratic Front, die Farben sollen die folgenden Werte symbolisieren: Blau für Entschlossenheit, Fortschritt und nationale Integration, Gelb für Reinheit, Opfermut und Menschlichkeit, Rot für Glück, sozialen Wandel, Mut und Freiheit.

Die Sikkim Democratic Front (SDF, Nepali: सिक्किम प्रजातान्त्रिक मोर्चा) ist die größte und die derzeitige Regierungspartei im indischen Bundesstaat Sikkim. Sie wurde am 4. März 1993 durch Pawan Chamling gegründet, der bis 2019 Parteivorsitzender und Chief Minister von Sikkim war. Die Partei regierte den Bundesstaat von 1994 bis 2019 und baute ihre Mehrheit im lokalen Parlament in den Wahlen 1999, 2004 und 2009 noch weiter aus. Bei der Wahl zum Regionalparlament am 30. April 2009 gewann die Sikkim Democratic Front sogar alle 32 Sitze (100 %). Bei den gesamtindischen Wahlen 1994 bis 2014 zur Lok Sabha gewann sie jeweils den einen Sitz, den Sikkim im indischen Parlament hat.
Im September 2013 spaltete sich eine Fraktion unter dem SDF-Abgeordneten und Ex-Minister Prem Singh Tamang (auch bekannt unter dem Namen P.S. Golay) unter dem Namen Sikkim Krantikari Morcha (SKM) ab. Bei der Wahl zum Parlament von Sikkim im folgenden Jahr 2014 erlitt die SDF Verluste, konnte aber ihre Parlamentsmehrheit behaupten. Bei der darauf folgenden Wahl am 11. April 2019 kam die SDF nur noch auf 15 Wahlkreismandate und musste das Amt des Chief Ministers an Prem Singh Tamang abtreten, dessen SKM auf 17 Abgeordnete kam. Auch der Lok Sabha-Wahlkreis Sikkim wurde vom Kandidaten der SKM bei der zeitgleich stattfindenden gesamtindischen Parlamentswahl gewonnen.

## Wahlergebnisse

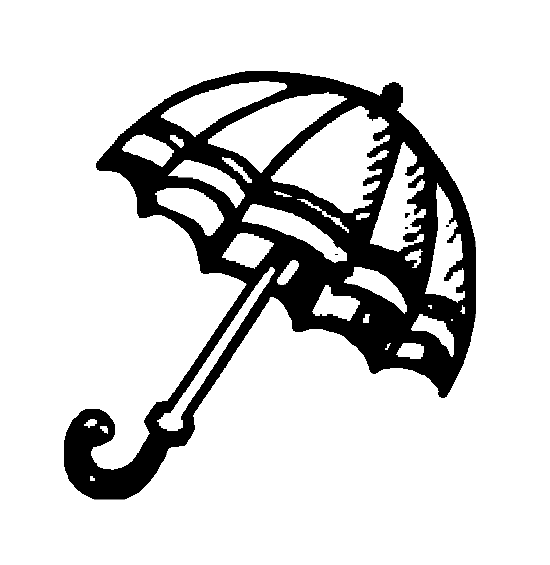
Ein Regenschirm dient auf den Stimmzetteln und Wahlplakaten als Wahlsymbol der SDF

Die folgende Tabelle zeigt die Wahlergebnisse bei den gesamtindischen Parlamentswahlen und bei den Wahlen in Sikkim. Bei den Wahlen zur Lok Sabha beziehen sich die Zahlenangaben auf ganz Indien.
| Jahr | Wahl                          | Stimmenanteile | Parlamentssitze |
| ---- | ----------------------------- | -------------- | --------------- |
| 1994 | Parlamentswahl in Sikkim 1994 | 42,0 %         | 19/32           |
| 1998 | Wahl zur Lok Sabha 1996       | < 0,1 %        | 1/543           |
| 1998 | Wahl zur Lok Sabha 1998       | < 0,1 %        | 1/543           |
| 1999 | Parlamentswahl in Sikkim 1999 | 52,3 %         | 24/32           |
| 1999 | Wahl zur Lok Sabha 1999       | < 0,1 %        | 1/543           |
| 2004 | Parlamentswahl in Sikkim 2004 | 71,1 %         | 31/32           |
| 2004 | Wahl zur Lok Sabha 2004       | < 0,1 %        | 1/543           |
| 2009 | Parlamentswahl in Sikkim 2009 | 65,9 %         | 32/32           |
| 2009 | Wahl zur Lok Sabha 2009       | < 0,1 %        | 1/543           |
| 2014 | Parlamentswahl in Sikkim 2014 | 55,0 %         | 22/32           |
| 2014 | Wahl zur Lok Sabha 2014       | < 0,1 %        | 1/543           |
| 2019 | Parlamentswahl in Sikkim 2019 | %              | 15/32           |
| 2019 | Wahl zur Lok Sabha 2019       | < 0,1 %        | 0/543           |